# 아라타 칸가타리
《아라타 칸가타리》(일본어: アラタカンガタリ〜革神語〜 아라타 간가타리[*])는 와타세 유우 작품의 일본의 소년 만화 작품이다. 《주간 소년 선데이》(소학관)을 통해 2008년 44호부터 2015년 39호까지 연재되었다. 단행본은 전 24권이다.

## 개요
주로 소녀 만화 잡지 집필하고 있던 와타세가 처음 소년 만화 잡지에 연재한 작품. 다른 세계로 헤매며 심각한 임무를 지게 된 소년의 성장을 그린다. "천화 나라"(아마와쿠니)와 현대 일본의 두 세계, 가죽과 새로운 2명의 소년을 중심으로 전개한다.
2012년 12월 12일 발매의 "주간 소년 선데이" 2.3 합병 호를 통해 TV 애니메이션화가 발표되었다. 2013년 4월부터 7월까지 TV 도쿄 계열에서 방영되었으며, 2014년 4월부터 5월까지 대한민국의 투니버스에서 아라다 창세전이란 이름으로 방영중이다.

## 단행본
1. 2009년 1월 16일 발매 ISBN 978-4-09-121579-6
2. 2009년 3월 18일 발매 ISBN 978-4-09-121629-8
3. 2009년 6월 18일 발매 ISBN 978-4-09-122020-2
4. 2009년 9월 17일 발매 ISBN 978-4-09-121749-3
5. 2009년 12월 18일 발매 ISBN 978-4-09-122044-8
6. 2010년 3월 18일 발매 ISBN 978-4-09-122192-6
7. 2010년 6월 18일 발매 ISBN 978-4-09-122332-6
8. 2010년 9월 17일 발매 ISBN 978-4-09-122523-8
9. 2010년 12월 17일 발매 ISBN 978-4-09-122696-9
10. 2011년 3월 18일 발매 ISBN 978-4-09-122795-9
11. 2011년 6월 17일 발매 ISBN 978-4-09-122899-4
12. 2011년 8월 18일 발매 ISBN 978-4-09-123219-9
13. 2011년 11월 18일 발매 ISBN 978-4-09-123386-8
14. 2012년 2월 17일 발매 ISBN 978-4-09-123547-3
15. 2012년 5월 18일 발매 ISBN 978-4-09-123660-9
16. 2012년 8월 17일 발매 ISBN 978-4-09-123796-5
17. 2012년 12월 18일 발매 ISBN 978-4-09-124036-1
18. 2013년 3월 18일 발매 ISBN 978-4-09-124197-9
19. 2013년 5월 17일 발매 ISBN 978-4-09-124300-3